# Williams FW18
O FW18 é o modelo da Williams da temporada de 1996 da Fórmula 1. Condutores: Damon Hill e Jacques Villeneuve.
A equipe conquistou o Mundial de Pilotos (Hill) e de Construtores. 

## Resultados[1]
(legenda) (em negrito indica pole position e itálico volta mais rápida)
| Ano  | Chassi | Motor           | Pneus | N° | Pilotos            | 1   | 2   | 3   | 4   | 5   | 6   | 7   | 8   | 9   | 10  | 11  | 12  | 13  | 14  | 15  | 16  | Pontos | Posição |  |
| ---- | ------ | --------------- | ----- | -- | ------------------ | --- | --- | --- | --- | --- | --- | --- | --- | --- | --- | --- | --- | --- | --- | --- | --- | ------ | ------- |  |
|      |        |                 |       |    |                    |     |     |     |     |     |     |     |     |     |     |     |     |     |     |     |     |        |         |  |
|      |        |                 |       |    |                    | AUS | BRA | ARG | EUR | SMR | MON | ESP | CAN | FRA | GBR | GER | HUN | BEL | ITA | POR | JAP |        |         |  |
| 1996 | FW18   | Renault RS8 V10 | G     | 5  | Damon Hill*        | 1   | 1   | 1   | 4   | 1   | Ret | Ret | 1   | 1   | Ret | 1   | 2   | 5   | Ret | 2   | 1*  | 175*   | 1º      |  |
| 1996 | FW18   | Renault RS8 V10 | G     | 6  | Jacques Villeneuve | 2   | Ret | 2   | 1   | 11† | Ret | 3   | 2   | 2   | 1   | 3   | 1   | 2   | 7   | 1   | Ret | 175*   | 1º      |  |

* Campeão da temporada.
† Completou mais de 90% da distância da corrida.